# Transeius tetranychivorus
Transeius tetranychivorus är en spindeldjursart som först beskrevs av Gupta 1978.  Transeius tetranychivorus ingår i släktet Transeius och familjen Phytoseiidae. Inga underarter finns listade i Catalogue of Life.